# 塞凯伊索包尔
塞凯伊索包尔（匈牙利語：Székelyszabar）是匈牙利巴兰尼亚州所辖的一个村。总面积15.48平方公里，总人口602，人口密度38.9人/平方公里（2011年1月1日）。